# Véel
Véel ist ein Ortsteil der französischen Gemeinde Fains-Véel im Département Meuse in der Region Grand Est. Im Jahr 1973 wurden die Gemeinden Véel und Fains-les-Sources zur neuen Gemeinde Fains-Véel zusammengelegt.

## Sehenswürdigkeiten

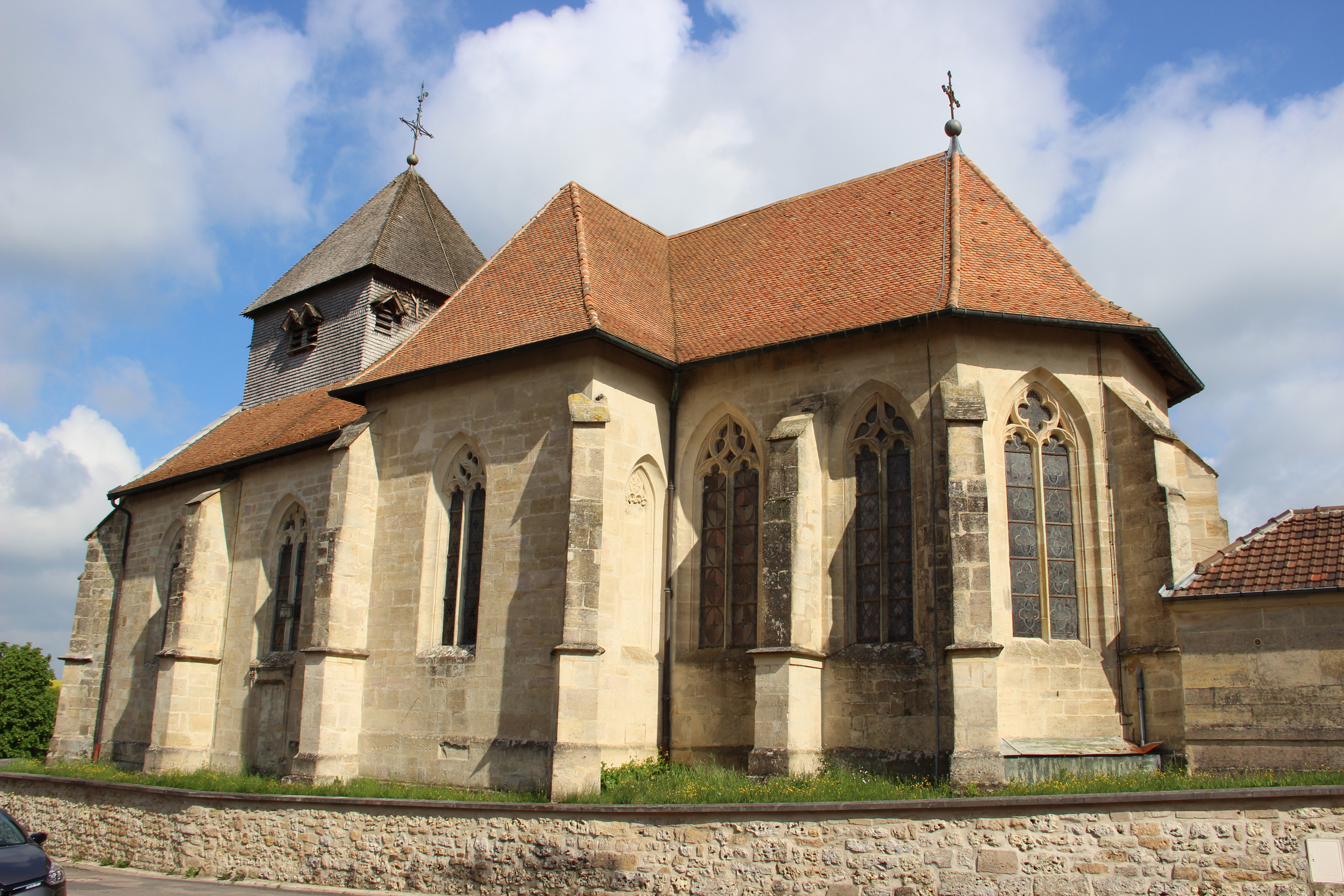
Kirche Saint-Martin

- Kirche Saint-Martin, Monument historique seit 1927
- Kapelle Saint-Joseph-du-Chêne, an der Straße nach Bar-le-Duc